# Pilosocereus bohlei
Pilosocereus bohlei är en kaktusväxtart som beskrevs av Hofacker. Pilosocereus bohlei ingår i släktet Pilosocereus och familjen kaktusväxter. Inga underarter finns listade i Catalogue of Life.